# Radoszkowskiana rufiventris
Radoszkowskiana rufiventris là một loài ong trong họ Megachilidae. Loài này được Spinola miêu tả khoa học đầu tiên năm 1838.